# 郭淑妃
郭淑妃（？—？），唐懿宗李漼妃嫔之一，同昌公主生母。

## 生平
郭氏被郓王李漼納為妾，于大中三年（849年），生下一個女兒，即同昌公主。853年，李漼登基，是为唐懿宗，郭氏封为淑妃。女兒同昌公主嫁韦保衡為妻。郭淑妃常出入韦保衡的内宅娱饮不禁，外界謠傳韦保衡與郭淑妃淫亂。咸通十一年（870年），女儿同昌公主逝世。十五年（874年），唐懿宗逝世，唐僖宗即位。黄巢造反时，唐僖宗出逃仓促，郭淑妃来不及跟从，流落民间乞讨，为时人所叹，不知所终。

## 延伸阅读
[在维基数据编辑]
 《新唐書/卷077》，出自《新唐書》